# Liste der Biografien/Rox
Liste der Biografien |
Portal Biografien |
Personensuche
# |
A |
B |
C |
D |
E |
F |
G |
H |
I |
J |
K |
L |
M |
N |
O |
P |
Q |
R |
S |
T |
U |
V |
W |
X |
Y |
Z |
?
 
Ra |
Rb |
Rd |
Re |
Rh |
Ri |
Rj |
Rk |
Rl |
Rm |
Rn |
Ro |
Rr |
Rs |
Rt |
Ru |
Rv |
Rw |
Rx |
Ry |
Rz
 
Roa |
Rob |
Roc |
Rod |
Roe |
Rof |
Rog |
Roh |
Roi |
Roj |
Rok |
Rol |
Rom |
Ron |
Roo |
Rop |
Roq |
Ror |
Ros |
Rot |
Rou |
Rov |
Row |
Rox |
Roy |
Roz 
Die Liste der Biografien führt alle Personen auf, die in der deutschsprachigen Wikipedia einen Artikel haben. Dieses ist eine Teilliste mit 25 Einträgen von Personen, deren Namen mit den Buchstaben „Rox“ beginnt.

## Rox
- Rox (* 1988), englische Popsängerin
- Rox, Henry (1899–1967), deutsch-amerikanischer Künstler, Bildhauer und Fotograf
- Rox-Schulz, Heinz (1921–2004), deutscher Globetrotter und Abenteurer

### Roxa
- Roxan, Margaret M. (1924–2003), britische Archäologin und Expertin für römische Militärdiplome
- Roxane († 523 v. Chr.), Tochter von Kyros II., Gemahlin des Kambyses II. und (Halb-)Schwester von Atossa
- Roxane († 310 v. Chr.), erste Frau Alexanders des Großen
- Roxanne (1928–2024), US-amerikanische Schauspielerin und Model
- Roxas, Gerry M. (1925–1982), philippinischer Politiker
- Roxas, Manuel (1892–1948), philippinischer Präsident
- Roxas, Mar (* 1957), philippinischer Politiker

### Roxb
- Roxburgh, Alison (1934–2020), neuseeländische Hochschullehrerin, Frauenrechtlerin und Präsidentin des National Council of Women of New Zealand
- Roxburgh, Andy (* 1943), schottischer Fußballtrainer
- Roxburgh, Melissa (* 1992), kanadisch-US-amerikanische Schauspielerin
- Roxburgh, Richard (* 1962), australischer SchauspielerRichard Roxburgh (* 1962)

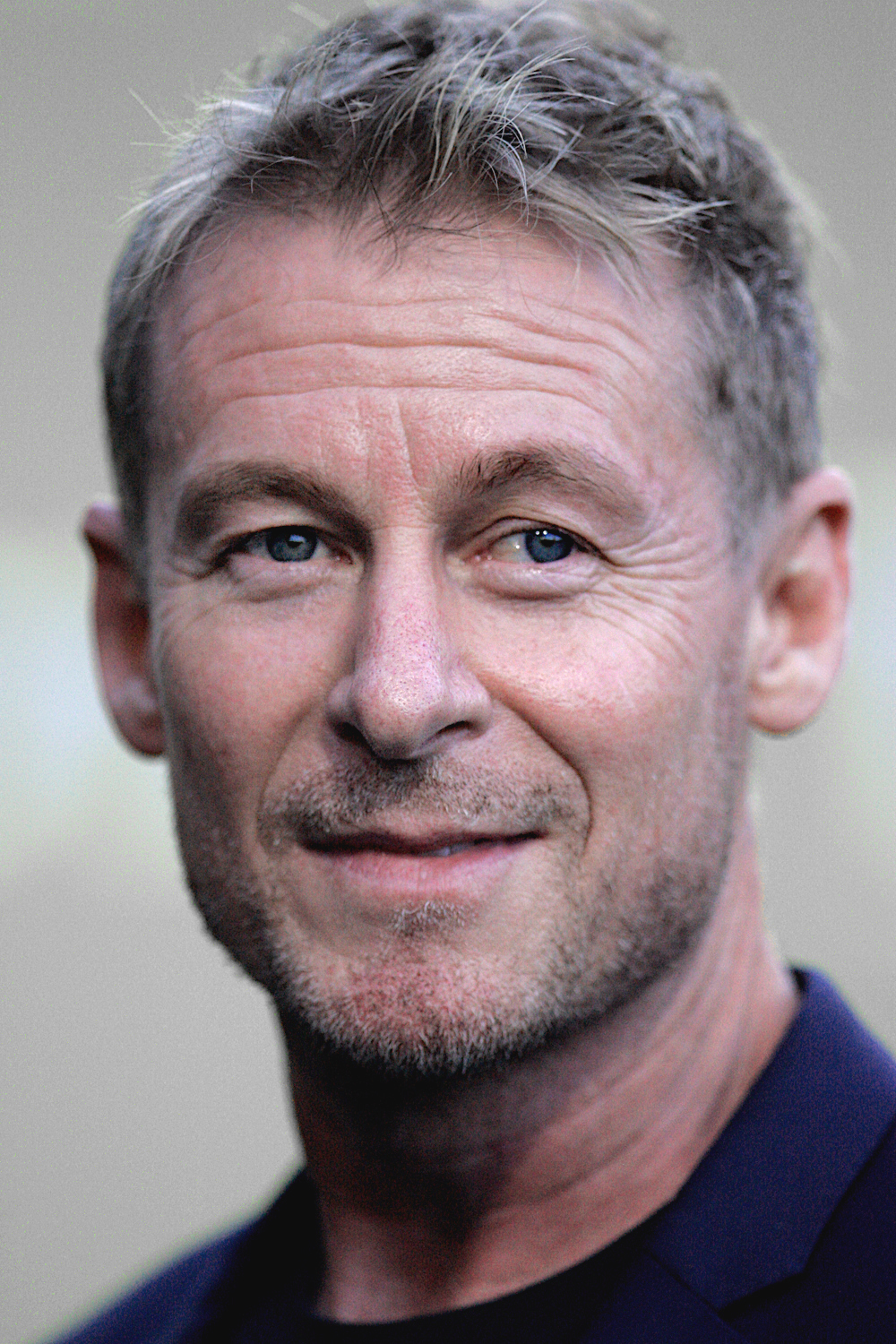
Richard Roxburgh (* 1962)

- Roxburgh, William (1751–1815), schottischer Arzt und Botaniker

### Roxe
- Roxel, Nadine to, deutsche Journalistin, Reporterin und TV–Korrespondentin
- Roxelane († 1558), Lieblingsgemahlin des osmanischen Sultans Süleyman I.
- Roxen (* 2000), rumänische Sängerin

### Roxi
- Roxie, Ryan (* 1965), amerikanischer Gitarrist und Singer-Songwriter
- Roxin, Claus (1931–2025), deutscher Strafrechtswissenschaftler

### Roxl
- Roxlo, Carlos (1861–1926), uruguayischer Politiker

### Roxo
- Roxon, Nicola (* 1967), australische Politikerin

### Roxx
- Roxx, Lara (* 1982), kanadische Pornodarstellerin
- RoxxyX (* 1989), deutsches Tattoo- und Erotikmodel

### Roxy
- Roxy Dekker (* 2005), niederländische Popsängerin